# 斎藤功 (地理学者)
斎藤 功（齋藤 功、さいとう いさお、1942年12月6日 - 2014年3月27日）は、日本の地理学者。筑波大学名誉教授。日本地理学会第30代会長。群馬県新田郡新田町（現・太田市）出身。農業地理学研究、特に博士論文「東京集乳圏」で知られる。

## 経歴

### 生誕から学位取得まで
1942年（昭和17年）、群馬県新田郡の日光例幣使街道木崎宿のほど近くで生まれる。実家は農家であり、周辺は養蚕が盛んな地域であった。そのため酪農や野菜栽培の経験を持っていた。
群馬県立太田高等学校を卒業後、1961年（昭和36年）4月に東京教育大学理学部地学科地理学専攻に入学、1965年（昭和40年）3月に同専攻を卒業する 。指導教官は青野壽郎であり、青野の東京教育大学最後の指導学生が斎藤であった。卒業論文は文献調査によってスリランカの地理的特性について執筆した。そのまま東京教育大学大学院理学研究科地理学専攻（修士課程）に進学、修士を修了した1967年（昭和42年）に同専攻博士課程へ進学する。大学院生時代、青野の退官に伴い、指導教員が尾留川正平に代わっている。
1969年（昭和44年）5月に博士課程を中退、東京教育大学の助手に就任する。助手として図書室に研究室を置き、外書講読の授業を担当した。1971年（昭和46年）4月、秋田大学教育学部に転任、講師となる。この時期に、後に「名論文」と評される「東京集乳圏における酪農地域の空間構造」を『地理学評論』に掲載、1973年（昭和48年）4月のお茶の水女子大学文教育学部講師への着任はこの論文が契機となって招聘（しょうへい）されたものと言われている。その後1975年（昭和50年）に『東京集乳圏における酪農地域の空間構造に関する地理学的研究』を上梓し、東京教育大学から理学博士の学位を取得する。博士号の主査は尾留川が務めた。

### 学位取得後の研究活動
学位取得後は、東京学芸大学の市川健夫や筑波大学の山本正三らとともにブナ帯研究に着手し、1976年（昭和51年）1月に助教授に昇進、1981年（昭和56年）4月に筑波大学に転任し、地球科学系助教授となる。筑波大学へ転任後もブナ帯研究を継続し、1984年（昭和59年）に『日本のブナ帯文化』（朝倉書店）を共著で出版、翌1985年（昭和60年）には一般向けに『再考 日本の森林文化』（NHKブックス）を市川と共著で発表した。個人研究としては東南アジアや南アメリカの熱帯地域、特にブラジルをフィールドとして多彩な研究成果を発表した。日本をフィールドとした研究では、野菜のF1品種、果物のCA貯蔵、小中学校の農繁休暇などを研究した。
1992年（平成4年）10月、教授に昇進する。多くの学生を抱え、筑波大学では地誌学分野の代表を務めると同時に地球科学研究科長や自然学類長を歴任して人文地理学分野の地位向上と大学院に空間情報科学分野の新設を実現し、日本地理学会では集会、企画、欧文機関誌の各専門委員を務め、1998年（平成10年）から2年間常任委員長に就任、学会の法人化に向けた準備に尽力した。そうした多忙の中でも各種役職に関する事柄や愚痴を語ることは一切なく、研究室で学生を相手に茶を飲みながら、研究上の経験談を話していたという。研究者としても多忙の合間にアメリカ合衆国へ出かけグレートプレーンズ（アメリカ大平原）やカリフォルニア州を調査した。筑波大学の教員生活の末期である2004年（平成16年）には日本地理学会会長に就任、2年間務めた。会長講演では、自身の研究成果を振り返る内容を語る会長が多い中で、齋藤はカリフォルニアの大規模酪農家の立地移動という研究中のテーマで講演を行った。2005年（平成17年）には筑波大学大学院の巡検先にカリフォルニアを選定し、自ら景観の読み解き方や地理学的な見方を説いた。

### 筑波大学退官後
2006年（平成18年）に筑波大学を退官、2007年（平成19年）からは長野大学環境ツーリズム学部に転任して2012年（平成24年）まで教授を務めた。長野大学では蚕都上田プロジェクトに携わり、「蚕都上田まちあるき」と題して長野県上田市を歩き、一般の人に解説を行った。
長野大学を退職後も研究を続け、死の直前まで『地理学評論』への掲載を目指して再投稿への準備を行っていた。2014年（平成26年）3月27日、間質性肺炎のため71歳で亡くなる。当日は国士舘大学で日本地理学会春季学術大会が開かれており、訃報に接した地理学者らは言葉を失ったという。絶筆となった『地理学評論』投稿中の論文「カリフォルニア州カーン郡における羊の長距離移牧の継続」は、遺族からの依頼により地理空間学会の刊行する雑誌『地理空間』に微修正の上、「特別寄稿」論文として掲載された。

## 人物
温厚で偉ぶることのない人物であったといい、自由人とも評される。例えば、アメリカでの調査では事前に宿は確保せず、安いモーテルを探しながら移動し、浮いたお金でおいしいものを食べ、「スパあり」の表示が本当かどうか部屋まで入って確かめ、ジャグジーしかなかったので結局泊まらなかった、などのエピソードがある。巡検や調査では5万分の1地形図を持参し、そこから行程を決定していた。研究室には数多くの蔵書と研究資料を備え、アロエの鉢植えを飾っていた。愛煙家であった。
聴講した学生からは授業が面白いと評され、臨場感あふれる語り口調が特徴であった。ただ面白いだけでなく、授業内容は高度であり、配布資料はすべて英語で書かれていたという。還暦祝いの席には、斎藤ゼミの教え子でない学生も多く参加し、その人柄が窺える。なお、還暦祝いは茨城県東茨城郡大洗町でアンコウ鍋を囲むというものであったが、そこで学生らが口々に斎藤に将来の不安などをぶちまけ、斎藤は大いに苦労したという。この出来事は後に斎藤ゼミで「大洗事件」として語り継がれることとなった。

### 研究姿勢
フィールドワークを重視し、景観観察や聞き取り調査を通じて頭の中で研究の「ストーリー」を組み立てるというスタイルを取っていた。忙しい中、毎年のようにブラジルやアメリカに赴き、現地調査を継続していた。この日本国外での研究が、忙しい中での「精神安定剤」となっていたようである。
研究者としては非常に誠実で、それぞれの学術雑誌が要求するよりも遥かに高水準の論文を投稿し、自身の納得いかないものは投稿しなかったため、アイディアのまま未完に終わった研究も数多い。そのため投稿論文は「論説」以外の種別で掲載したことはない。また非常に速筆で、一週間で論文ができあがるとさえ言われ、「斎藤マジック」と称された。文体は「小説のような景観描写」と評される。
指導学生に対しては、1つでも自身を納得させるようなオリジナルの調査結果を求めた。声を荒らげて怒鳴りつけるような指導はせず、注意するかのような指導を行い、指導学生を暖かく見守っていた。指導時にも日常においても「あれ」や「こうだから」など指示語を多用し、学生が意味を解するのに困ることもしばしばであった。

## 主な著作
2006年（平成18年）までに11冊の著書（翻訳書、共著、編著含む）、28篇の分担執筆、95本の学術論文、40本の寄稿等を発表している。中でも『東京集乳圏』、『再考 日本の森林文化』、『Nordeste』、『アメリカ大平原』は斎藤の研究成果をまとめた代表作とされる。大嶽幸彦は、『中央日本における盆地の地域性』を「斎藤地誌学の集大成」と評している。
単編著
- 『東京集乳圏 その拡大・空間構造・諸相』古今書院、1989年、260p. ISBN 4772212418 [37]
- 『山のくらし 山村に生きる人びと』ふるさとのくらし 日本のまちとむらI、小峰書店、1997年、55p. ISBN 4338138017 [38]
- 『中央日本における盆地の地域性 松本盆地の文化層序』古今書院、2006年、268p. ISBN 4772251057 [39]

共編著
- 『日本のブナ帯文化』（市川健夫・山本正三と共編[40]）朝倉書店、1984年、307p. [41]
- 『再考 日本の森林文化』（市川健夫と共著[40]）日本放送出版協会、1985年、209p. [42]
- 『地理学講座 第3巻　環境と生態』（野上道男・三上岳彦と共編[40]）古今書院、1990年、258p. ISBN 4772212299 [43]
- 『ノルデステ ブラジル北東部の風土と土地利用』（松本栄次・矢ケ﨑典隆と共編著[40]）大明堂、1999年、334p. ISBN 4772212299 [44]
- 『アメリカ大平原 食糧基地の形成と持続性』（矢ケ﨑典隆・菅野峰明と共編著[40]）古今書院、2006年、225p. ISBN 4772212299 [45]

## 斎藤功研究助成
斎藤の死後、遺族から日本地理学会に寄贈された資金を元に「斎藤功研究助成」が創設された。この助成は、南北アメリカに関する研究の振興のために満40歳未満の日本地理学会会員に対し助成金を交付するもので、毎年度2人程度に支給される。